# 甲戌条約
甲戌条約（こうじゅつじょうやく、ベトナム語: Hòa ước Giáp Tuất）は、1874年に阮朝越南国とフランス第二帝政の間で結ばれた条約。
この条約前、1862年に締結されたサイゴン条約（壬戌条約、ベトナム語：Hòa ước Nhâm Tuất）を第1次サイゴン条約（フランス語：Le premier traité de Saigon）と称し、1874年に締結されたこの甲戌条約（ベトナム語：Hòa ước Giáp Tuất）を第2次サイゴン条約（フランス語：Le premier traité de Saigon）と称する場合もある。

## 背景
1862年以降、フランス帝国はベトナム東部三省ザーディン省・ビエンホア省・ディンツォン省、サイゴン・ミトとコンダオ島の割譲をサイゴン条約で認めさせた後、1864年にフランス領コーチシナ植民地の成立を宣言、マリー・ジュール・デュプレ（Marie Jules Dupré）提督をコーチシナ総督として派遣した。
当時、フランス帝国は普仏戦争の敗北から復興しつつあり、コーチシナでの領土拡大が大きな国益をもたらさないという風潮にあった。デュプレはむしろベトナムでのフランス勢力拡大が国益に適うという考えであった。
その中でベトナム北部の紅河にて武器などの交易を行なっていたフランス人商人ジャン・デュピュイ（Jean Dupuis）が、1873年にベトナム側官吏の制止を聞かず武器交易を続けたことで衝突となり、デュピュイがフランス政府にフランス海軍の派兵を求め、政府はフランシス・ガルニエをトンキンに派遣。事に乗じてガルニエは首府タンロン（ハノイ）を11月に陥落（トンキン事変）。この事変でガルニエが謎の死を遂げた後、フランス政府はガルニエの行為を公認せず、大南政府との和約を整える事を急ぎ、ベトナム側に対して掲げていた権利の主張の大部分を一旦取り下げた。
和約を急いだフランス帝国はポール=ルイ=フェリックス・フィラストル（Paul-Louis-Félix Philastre）を派遣し大南皇帝嗣徳と交渉、大南側は阮文祥が交渉にあたり、1874年3月に和平条約である甲戌条約が成立した。この条約によってベトナムは事実上フランスの保護下に置かれることとなった。

## 内容
- フランスはベトナムの独立主権及び、どの国家に隷属することもないと認める（但し、匪賊征討時はフランスが無条件援助とする条件：他列強国を関与させない）
- フランス総督はベトナムに対し軍艦5隻、大砲100基、槍1000本を贈呈
- フランスはベトナムに対し陸海軍訓練教官および、徴税専門家を派遣
- ベトナムはフランスに南部6省を割譲
- ベトナムは外国人宣教師の布教の自由及びベトナム人の信教の自由を保証
- ベトナムはクイニョン、ハイフォン、ハノイ、紅河流域を交易のために開放
- フランスは交易権を保持し領事を置く
- フランス領事とベトナム官吏の認める外国人の国内全域自由通行を保証
- 外国人のベトナムでの訴訟は全てフランス領事が判断を決定する

以上の内容などを含む項目が定められた。